# 로스타임 라이프 : 더 라스트 찬스
《로스타임 라이프: 더 라스트 찬스》는 MBN과 UMAX를 통하여 방영된 MBN 수목 미니시리즈이다. 2019년 2월 13일부터 2019년 2월 14일까지 방영되었다. 갑작스러운 사고로 죽게될 사람들이 저승심판들로부터 이승의 추가시간을 부여 받고, 생의 마지막 기회를 어떻게 살아내는지를 관전하는 내용의 감성 로맨스 판타지 드라마이다.

## 등장인물

### 주요 인물
- 송유빈: 김유건 역
- 권민아: 유소진 역
- 김진우: 구진성 역 - 체육선생님

### 그 외 인물
- 장동주: 주동하 역
- 오정연: 캐스터 역
- 김원효: 해설자 역
- 최민
- 박선재
- 이규성
- 김재원
- 이상은
- 홍현호

| MBN 수목 미니시리즈                         | MBN 수목 미니시리즈                                               | MBN 수목 미니시리즈                      |
| 이전 작품                                   | 작품명                                                            | 다음 작품                                |
| ------------------------------------------- | ----------------------------------------------------------------- | ---------------------------------------- |
| 최고의 치킨 (2019년 1월 2일~2019년 2월 7일) | 로스타임 라이프: 더 라스트 찬스 (2019년 2월 13일~2019년 2월 14일) | 레벨업 (2019년 7월 10일~2019년 8월 15일) |